# Нікій (художник)
Нікій (322 р. до н. е.) — учень Антидота. Народився у Афінах.
Картини:
- «Іо»
- «Каліпсо»
- «Гіацинт»
- «Андромеда»
- «Олександр»
- «Гомер, який викликає тіней, оспіваних в його поемі»

Нікія згадує Птолемей.